# Gloria Ramos (actriz)
Gloria Ramos (Madrid, 1993) es una actriz española. Fue nominada al Premio Goya a Mejor actriz revelación en la edición de 2018 por su papel de Collantes en Campeones de Javier Fesser, siendo la primera actriz con discapacidad intelectual en optar a un Goya.

## Biografía
Desde muy temprana edad se interesó por la actuación, por lo que sus padres la inscribieron en clases de teatro de la Fundación Síndrome de Down (Down Madrid). Fue dependienta en una tienda de zapatos.
En 2017 fue seleccionada para el papel de Collantes en la película sobre capacidades diversas en el deporte Campeones. Su interpretación le valió ser nominada al Goya a Mejor actriz revelación en 2018. La película obtuvo 11 nominaciones, de las cuales obtuvo dos premios: a Mejor película y Mejor actor revelación para Jesús Vidal. También tuvo una nominación a la categoría de actriz revelación en el premio Medallas del Círculo de Escritores Cinematográficos de 2018. Tras el éxito de la película, que se convirtió en la más taquillera del año, participó en el documental Ni distintos, ni diferentes. Campeones.
En 2020 actuó en otra película de Fesser, Historias lamentables. También ha participado en las series de televisión española La que se avecina, y Merlí: Sapere aude, donde interpretó a Laura, la hija de María Bolaño (María Pujalte).
En 2022 participó en Campeones de la Comedia, una producción teatral derivada de la película que le hizo reconocida, en la cual participa con otros miembros del reparto.

## Filmografía

### Películas
- Campeones (2018)
- Ni distintos, ni diferentes. Campeones (documental, 2018)
- Historias lamentables (2020)
- Campeonex (2023)

### Series de televisión
- La que se avecina (2019-2020)
- Merlí: Sapere aude (2021)

## Teatro
- Campeones de la Comedia (2022)

## Nominaciones
| Año  | Trabajo   | Premio                                              | Categoría               | Resultado |
| ---- | --------- | --------------------------------------------------- | ----------------------- | --------- |
| 2018 | Campeones | Medallas del Círculo de Escritores Cinematográficos | Actriz revelación       | Nominada  |
| 2019 | Campeones | Premios Goya                                        | Mejor actriz revelación | Nominada  |